# 拉克特 (堪薩斯州)
拉克特（英語：Luctor）是位於美國堪薩斯州菲利普斯縣的一個鬼鎮。

## 歷史
拉克特的郵政局於1885年設立，直到1903年結束營運。該地於1910年時共有53人。

## 地理
拉克特所處的海拔為高於海平面667米（即2188英呎），而該地所採用的時區為UTC-6，即北美中部時區（CST）。同時該地設有夏令時間，為UTC-6調快一小時，即UTC-5（CDT）。